# A Passage in Time (Dead Can Dance)
Pour les articles homonymes, voir A Passage in Time.
Albums de Dead Can Dance
Aion
(1990) Into the Labyrinth
(1993)
A Passage in Time est une compilation du groupe Dead Can Dance sortie en 1991.
Cette compilation était destinée à l'origine au public américain, où Dead Can Dance a commencé à rencontrer le succès à la fin des années 1980.
Le choix des titres fait la part belle aux deux albums précédents du groupe, aux tonalités médiévales : The Serpent's Egg (1988) et Aion (1990) d'où sont extraits onze des seize titres de cette compilation. Les cinq titres restants comprennent deux morceaux extraits de Within the Realm of a Dying Sun (1987), un extrait de Spleen and Ideal (1985), et deux morceaux inédits en album, Bird et Spirit. Aucun extrait du premier album du groupe n'est mis à l'honneur dans cette compilation, mais on sait que Brendan Perry n'a jamais apprécié la qualité d'enregistrement de ce disque-là.

## Titres
| No  | Titre                                              | Durée |
| --- | -------------------------------------------------- | ----- |
| 1.  | Saltarello                                         | 2:36  |
| 2.  | Song of Sophia                                     | 1:23  |
| 3.  | Ullyses                                            | 4:53  |
| 4.  | Cantara                                            | 5:52  |
| 5.  | The Garden of Zephirus                             | 1:19  |
| 6.  | Enigma of the Absolute                             | 4:12  |
| 7.  | Wilderness                                         | 1:23  |
| 8.  | The Host of Seraphim                               | 6:17  |
| 9.  | Anywhere Out of the World                          | 5:05  |
| 10. | The Writing on My Father's Hand                    | 3:50  |
| 11. | Severance                                          | 3:21  |
| 12. | The Song of the Sybil                              | 3:45  |
| 13. | Fortune Presents Gifts Not According to the Book   | 6:03  |
| 14. | In the Kingdom of the Blind the One-Eyed are Kings | 4:09  |
| 15. | Bird                                               | 5:00  |
| 16. | Spirit                                             | 4:59  |